# Mälarpirater
Mälarpirater è un film muto del 1923 diretto da Gustaf Molander.
Pellicola drammatica svedese, il cui soggetto è tratto dal celebre romanzo omonimo di Sigfrid Siwertz. Nell'adattamento, effettuato dallo stesso regista, cambiano i nomi dei protagonisti e alcuni aspetti della storia nonché l'ambientazione, spostata dal lago Mälaren all'Arcipelago di Stoccolma pur senza modificare il titolo che significa letteralmente "i pirati del Mälar (Mälardalen o Mälar è la regione che comprende e si sviluppa attorno al lago Mälaren)".
Dallo stesso soggetto sono stati tratti altri due film: Mälarpirater del 1959 diretto da Per G. Holmgren e Mälarpirater del 1987 diretto da Allan Edwall.

## Trama
Già orfani di madre, il sedicenne Georg e l'undicenne Erik, perso il padre, vengono adottati dallo zio Konrad, borgomastro del paesino la cui acida moglie si cala poco volentieri nel ruolo di matrigna.
Con l'inizio delle vacanze estive i ragazzi si sentono oppressi e alla proposta dal discolo Fabian, povero figlio dello spazzacamino, di andare a fare un giro in barca, scappano di casa per godersi un po' di libertà.
Presi dall'avventura, i ragazzi vengono sorpresi da una tempesta che li costringe a riparare su una spiaggia. Fatalità vuole che a causa dello stesso maltempo, la splendida barca a vela Windrosen, del ricco Vindqvist, rompa gli ormeggi e vada ad arenarsi proprio nei pressi dei ragazzi che colgono l'occasione come un segnale della provvidenza. Passati tre giorni e tornato il bel tempo i ragazzi, superate le difficoltà per governare il bel battello, scoprono di essere stati considerati morti e decidono di partire verso l'ignoto per godersi il momento.
Georg è preoccupato solo per la bella Rose di cui è innamorato, ma poi, preso il comando delle operazioni, si lancia all'avventura che però ben presto li trasforma in pirati ricercati, sempre per via delle malefatte dell'inguaribile Fabian.
Giunti nei pressi di Tollerö, mentre fa un bagno, Georg è scoperto da Rose che è in vacanza proprio lì ed è felice di scoprire che il ragazzo sia vivo. Lui la prega di tenere il segreto ma poi i tre pirati sono catturati e portati nel castello del Conte di Tollerö che si scopre essere il padre di Rose. La ragazza, incuriosita, va sulla Windrosen ma poi quando vi giunge anche il padre, si nasconde, rimanendo sola e intrappolata in quanto vengono ritirate le scialuppe.
Alla notizia della scomparsa della figlia, il Conte si allarma e i ragazzi ne approfittano per scappare. Fabian e Erik raggiungono la barca e scappano lasciando Georg indietro. Scoperta la ragazza sulla barca, Fabian escogita di richiedere un riscatto al Conte per restituire la figlia. Vittima delle sue stesse folli fantasie, Fabian poi si allontana con la scialuppa per raggiungere l'America, proprio quando Georg coraggiosamente ritorna sulla barca per salvare la ragazza e il suo fratellino.
Rose torna a casa per la gioia del padre che, intuiti i problemi dei ragazzi con i genitori adottivi, si offre di dare loro un impiego nel suo castello, liberando il borgomastro e sua moglie da un peso, sposando così la volontà della figlia, innamorata di Georg.

## Distribuzione
Mälarpirater è uscito in Svezia nell'ottobre del 1923. In Italia non risultano distribuzioni ufficiali coeve, ma il film è stato successivamente restaurato e presentato in rassegne dedicate al cinema nordico o muto.

## Accoglienza
Il film è considerato un classico del cinema muto svedese ed è stato incluso in diverse retrospettive storiche sul cinema scandinavo.